# Pheidole jucunda
Pheidole jucunda är en myrart som beskrevs av Auguste-Henri Forel 1885. Pheidole jucunda ingår i släktet Pheidole och familjen myror.

## Underarter
Arten delas in i följande underarter:
- P. j. fossulata
- P. j. jucunda